# Erastria decrepitaria
Erastria decrepitaria är en fjärilsart som beskrevs av Jacob Hübner 1823. Erastria decrepitaria ingår i släktet Erastria och familjen mätare. Inga underarter finns listade i Catalogue of Life.